# Karl Kraus (geodeta)
Karl Kraus (23 aprile 1939 – Berlino, 5 aprile 2006) è stato un geodeta tedesco naturalizzato austriaco, professore universitario di fotogrammetria all'Università tecnica di Vienna.

## Vita
Studiò geodesia all'Università tecnica di Monaco e fu in seguito professore all'Università di Stoccarda. Nel 1970 ebbe una cattedra all'Università Tecnica di Vienna. 

## Opere
- Photogrammetry. Geometry from images and laser scans. traduzione di Ian Harley, Stephen Kyle. 2. Auflage. de Gruyter, Berlin / New York (NY) 2007, ISBN 978-3-11-019007-6.
- Photogrammetrie. deutsche Ausgabe in 3 Bänden. de Gruyter, Berlin.
  - Band 1: Geometrische Informationen aus Photographien und Laserscanneraufnahmen. 7., vollst. bearb. und erw. Auflage. 2004, ISBN 3-11-017708-0.
  - Band 2: Verfeinerte Methoden und Anwendungen. Mit Beiträgen von Josef Jansa und Helmut Kager. 3., völlig neue und erw. Auflage. 1996, ISBN 3-427-78653-6.
  - Band 3: Topographische Informationssysteme. 2000, ISBN 3-427-78751-6.

## Premi e riconoscimenti
- 1990: Dottorato di ricerca Honoris Causa Università di Tecnologia e di Economia di Budapest
- 1990: Wilhelm-Exner-Medaille